# Spontanismen
Spontanismen er en kunstnerisk stilperiode i Europa fra 1945 og frem, i Danmark fra 1957.

| Kunst | Spire Denne artikel om kunst er en spire som bør udbygges. Du er velkommen til at hjælpe Wikipedia ved at udvide den. |